# Notostomum cyclostomum
Notostomum cyclostomum är en ringmaskart som beskrevs av Karl Erik Johansson 1898. Notostomum cyclostomum ingår i släktet Notostomum och familjen fiskiglar. Inga underarter finns listade i Catalogue of Life.